# Chimia polimerilor
Chimia polimerilor este ramura chimiei care se ocupă cu studiul structurii, sintezei chimice și a proprietăților polimerilor, în special a polimerilor sintetici precum masele plastice, termoplastice și elastomerii.
Chimistul Hermann Staudinger a propus pentru prima dată ideea că polimerii sunt catene lungi de atomi, ținute laolaltă prin legături covalente, pe care le-a numit macromolecule. Lucrările sale au extins cunoștințele chimice din domeniul polimerilor, ceea ce a dus la o dezvoltare ulterioară în domeniul chimiei polimerilor, perioadă în care au fost inventate multe materiale polimerice folositoare, precum neoprenul, nailonul și poliesterii. 
Conform Uniunii Internaționale de Chimie Pură și Aplicată, termenul de macromoleculă face referire la catene moleculare individuale și aparține domeniului chimiei, iar polimerii fac parte dintr-o altă categorie de materiale, fiind studiați de fizica polimerilor.